# Mesogastrura ojcoviensis
Mesogastrura ojcoviensis är en urinsektsart som först beskrevs av Stach 1919.  Mesogastrura ojcoviensis ingår i släktet Mesogastrura och familjen Hypogastruridae. Inga underarter finns listade i Catalogue of Life.